# Capítulo Perfeito
Capítulo Perfeito, atualmente Allianz Capítulo Perfeito powered by Billabong por razões de patrocínio, é uma competição profissional de surfe realizada em Portugal.
A competição ocorre sempre no inverno, podendo ser de novembro a Janeiro, já que busca o melhor dia de ondas do inverno no local onde está sendo disputada.
A edição de 2015, que reuniu pela primeira vez atletas de fora de Portugal, deu origem ao documentário “O Capítulo de Todos os Santos”.

## Vencedores
| Edição | Ano  | Local                        | Vencedor          | Ref.        |
| ------ | ---- | ---------------------------- | ----------------- | ----------- |
| I      | 2012 | Peniche, Praia de Supertubos | Ivo Cação         | [ 1 ]       |
| II     | 2013 | Peniche, Praia de Supertubos | Nic von Rupp      | [ 1 ]       |
| III    | 2014 | Cascais, Praia de Carcavelos | Nic von Rupp(2)   | [ 1 ]       |
| IV     | 2015 | Cascais, Praia de Carcavelos | Bruno Santos      | [ 1 ] [ 3 ] |
| V      | 2016 | Nazaré, Praia do Norte       | Aritz Aranburu    | [ 1 ]       |
| VI     | 2017 | Nazaré, Praia do Norte       | William Aliotti   | [ 1 ]       |
| VII    | 2018 | Cascais, Praia de Carcavelos | Anthony Walsh     | [ 4 ]       |
| VIII   | 2022 | Cascais, Praia de Carcavelos | Aritz Aranburu(2) | [ 5 ]       |